# Митчелл, Дон
Дон Майкл Ми́тчелл (англ. Don Michael Mitchell; 17 марта 1943, Хьюстон — 8 декабря 2013, Лос-Анджелес) — американский актёр.

## Биография
Изучал актёрское мастерство в Калифорнийском университете в Лос-Анджелесе.
Самой известной ролью Митчелла была роль детектива Марка Сэнджера в телесериале «Железная сторона» (1967—1975). Он также снимался в других сериалах, таких как «Тарзан» (1967), «Чудо-женщина» (1978) и «Мэтлок» (1986).

## Личная жизнь
В 1969—1970 годах Митчелл был женат на модели Эмили Блейк, которая родила ему дочь Доун Митчелл.
В 1972—1986 годах был женат на актрисе Джуди Пейс. У пары родились две дочери: актриса Джулия Пейс-Митчелл, снимавшаяся в сериале «Молодые и дерзкие», и Шон Мешель Митчелл, работающая адвокатом.
Митчелл умер 8 декабря 2013 года в Энсино от естественных причин в возрасте 70 лет.